# Albrechtice (Morávia-Silésia)
Albrechtice é uma comuna checa localizada na região de Morávia-Silésia, distrito de Karviná.